# Меликукка
Меликукка (итал. Melicuccà) — коммуна в Италии, расположена в области Калабрия, подчиняется административному центру метропольный город Реджо-ди-Калабрия.
Население составляет 1028 человек (2008 г.), плотность населения составляет 60 чел./км². Занимает площадь 17 км². Почтовый индекс — 89020. Телефонный код — 0966.
Покровителем коммуны почитается святой Иоанн Креститель, празднование 24 июня.

## Демография
Динамика населения:

## Администрация коммуны
- Официальный сайт: http://www.comune.melicucca.reggio-calabria.it